# Illumination (Paul Weller)
Illumination è il sesto album in studio da solista del musicista britannico Paul Weller, pubblicato nel 2002. 

## Tracce
Tutti i brani sono scritti da Paul Weller tranne dove indicato.
1. Going Places - 3:34
2. A Bullet for Everyone - 4:11
3. Leafy Mysteries - 3:07
4. It's Written in the Stars - 3:11
5. Who Brings Joy - 3:30
6. Now the Night Is Here (Simon Dine, Paul Weller) - 3:53
7. Spring (At Last) - 2:28
8. One X One - 5:35
9. Bag Man - 3:22
10. All Good Books - 3:25
11. Call Me No.5 (Kelly Jones, Paul Weller) - 3:28
12. Standing Out in the Universe - 4:50
13. Illumination - 3:06

## Formazione
- Paul Weller -  voce, chitarra
- Noel Gallagher - chitarra
- Simon Dine - effetti, ottone
- Steve Cradock - chitarra
- Kelly Jones - voce
- Gem Archer - chitarra acustica
- Jocelyn Brown - voce
- Aziz Ibrahim - chitarra, percussioni
- Carleen Anderson - voce
- Damon Minchella - basso
- Steve White - batteria